# نظام الخلايا السرية

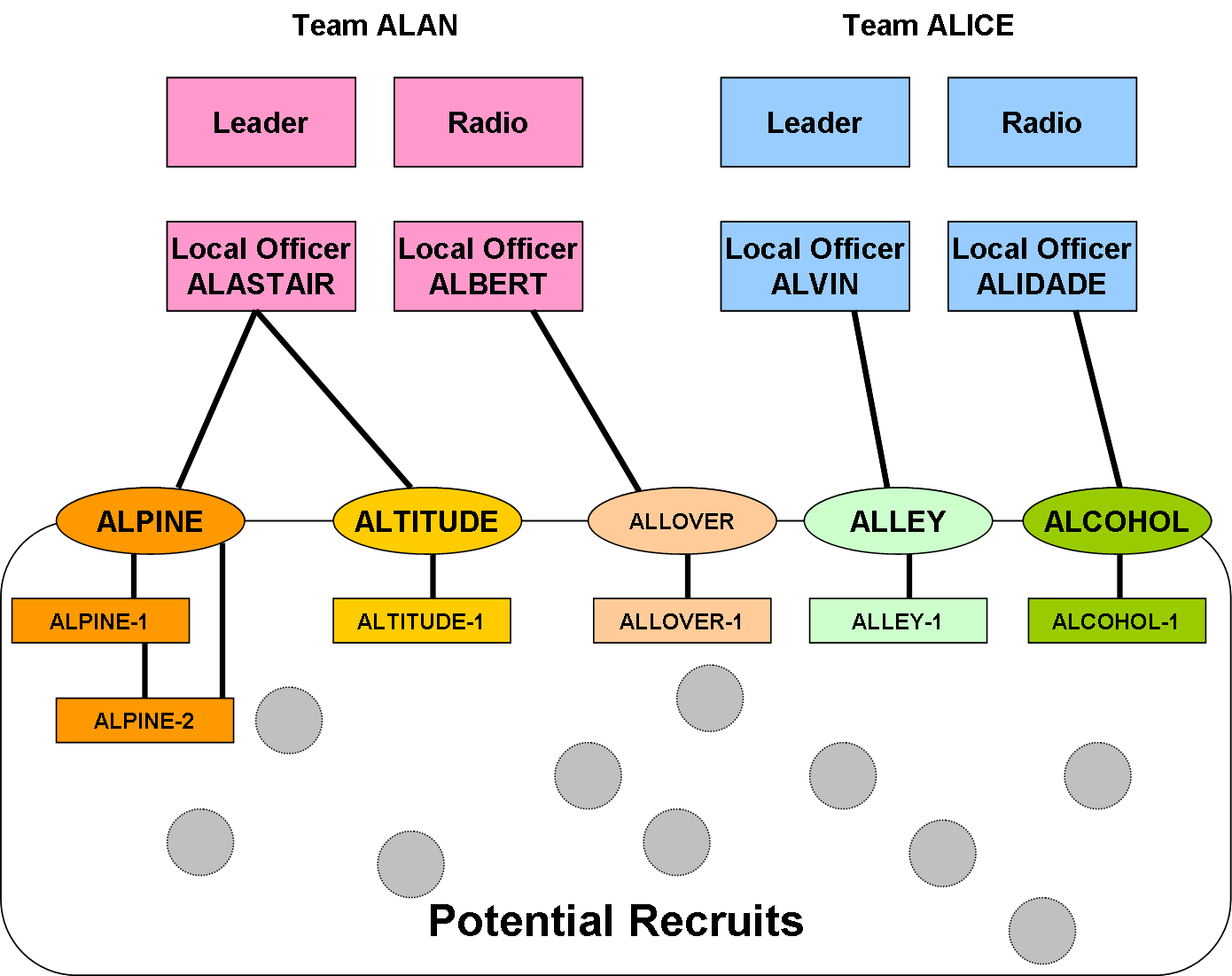

نظام الخلايا السرية هو عبارة عن طريقة لتنظيم مجموعة من البشر مثل مقاتلي المعارضة أو العملاء المتخفين أو الإرهابيين كي يقاوموا بشكل فعّال محاولة الاختراق من منظمات معادية لهم (مثل وكالات إنفاذ القانون).
في بنية الخلية، كل فرد في المجموعة الصغيرة داخل الخلية يعرف هويات بقية الأشخاص في خليته. ولهذا عندما يُقبض على فرد من الخلية ويُستجوب (أو يكون جاسوسًا متخفيًا داخل الخلية) لن يعرف هويات الأعضاء رفيعي المستوى داخل التنظيم.
يتراوح بنيان نظام الخلايا السرية بين التراتبية الصارمة إلى التنظيم الموزع جدًا، ويعتمد ذلك على أيديولوجية المجموعة ومنطقة عملها وتقنيات الاتصالات المتوفرة وطبيعة المهمة.
يُستخدم هذا النوع من البنيوية التنظيمية من قبل التنظيمات الإجرامية والعمليات المتخفية ووحدات الحرب غير التقليدية التي تقودها القوات الخاصة.

## مقارنة بين العمليات السرية والعمليات الخفية
عندما يتعلق الأمر بالطرق الاستخبارية، يوجد فرق بين العمليات السرية والعمليات الخفية. يقول التعريف الحديث للناتو حول العملية السرية إن هوية راعي العملية تبقى مُغفلة، ولكن في العملية الخفية فإن تفاصيل العملية ذاتها تبقى مُغفلة عن المشاركين. بمعنى آخر، العملية الخفية تعني المُخبأة، والعملية السرية تعني أنه يمكن إنكارها، أي نستطيع القول إن راعي العملية السرية يمكن عزله عن العملية بحيث يتمكن من إنكار معرفته بها فيما إذا كُشفت تفاصيلها.
الخلية النائمة تدل على خلية أو مجموعة معزولة من العملاء النائمين والتي تبقى في حالة تخفٍّ تام حتى تأتيها الأوامر أو القرارات كي تتحرك.

## التاريخ

### المقاومة الفرنسية في الحرب العالمية الثانية
خلال الحرب العالمية الثانية، هبط فريق عملية جيدبورغ بالمظلات إلى فرنسا المحتلة لقيادة وحدات الحرب غبر التقليدية. كان الفريق مكونًا من ثلاثة أفراد؛ ضابطان أحدهما أمريكي أو بريطاني، والثاني فرنسي يجب أن يكون من المنطقة التي يُهبط فيها، وعضو ثالث يكون مشغل اتصالات.
وخصوصًا من خلال العضو الفرنسي، يتصل الفريق بالأفراد الموثوقين في منطقة العملية ويطلب منهم تجنيد فريق من التابعين الموثوق بهم (خلية فرعية). إذا تعرضت المهمة للتخريب أو الاستطلاع أو التجسس، عندها لن يكون هناك حاجة للالتقاء بوحدات أكبر. إذا تعيّن على الفريق اتخاذ إجراء مباشر (غالبًا مهمة متسرعة، إلا إذا كان أحد الأعضاء المُعتمد عليهم من المنطقة يمتلك خبرة عسكرية) عندها سيكون من الضروري التجمع مع وحدات أكبر من أجل القتال. ومع ذلك، فإن مخابئ قيادة الفريق لا تكون معروفة سوى لقادة الخلية الفرعية. استمدت عملية جيدبورغ شرعيتها من انتمائها المعروف لقوات الحلفاء وكانت بنيويتها مناسبة للحرب غير التقليدية أكثر من العمليات الخفية.

### الجبهة الوطنية لتحرير جنوب فيتنام
تُعرف أيضًا باسم فيت كونغ. كبُر التنظيم من المجموعات المناهضة للاستعمار الأولى التي قاتلت الفرنسيين ومن العصابات المسلحة المناهضة لليابانيين خلال الحرب العالمية الثانية. استُمدت قيادتها وتحكمها وتقنيات الاتصال فيها من تلك المجموعات المتمردة. تمتلك المجموعة دعمًا واسعًا من شمال فيتنام ومن الاتحاد السوفييتي بصورة غير مباشرة. تمتلك المجموعة بنية عسكرية وسياسية موازية وغالبًا ما تكون متداخلة.
يتألف المستوى الأدنى من خلايا مكونة من ثلاثة أشخاص، تعمل عن قرب وتنخرط بنوع من منطق النقد الذاتي بصفتها طريقة الربط في المنظمات الشيوعية.

### الجيش الجمهوري الإيرلندي المؤقت
يمتلك الجيش الجمهوري الإيرلندي المؤقت تاريخًا يعود إلى قوات الثورة الإيرلندية في بدايات القرن العشرين، وله تحكم خارجي قليل. تغير تنظيمه وعقيدته مع مرور الوقت بتغير الأوضاع السياسية والتكنولوجية والثقافية في إيرلندا.
كان الجيش الجمهوري الإيرلندي، بشكل رسمي، تراتبيًا، ولكن مع زيادة فاعلية القوات الأمنية البريطانية تحول إلى نموذج التحكم شبه الذاتي بخصوص عملياته وفي عدد من خلاياه الداعمة (مثل النقل والاستخبارات والتغطية والأمن). رأت قيادته نفسها بصفتها مُرشدة وبانية للمشورة. يُعتمد بناء الخلايا ذات المستوى الأدنى، والتي تتكون عادة من 2 إلى 5 أفراد، على أشخاص يمتلكون علاقات شخصية موجودة أساسًا. تمكنت وكالة مكافحة المتمردين البريطانية من فهم بنية القيادة، ولكنها لم تستطع فهم طريقة عمل الخلايا العملياتية.
يمتلك الجيش الجمهوري الإيرلندي شبكة واسعة من الخلايا النائمة وغير الفعالة، لذا بإمكانه استدعاء تنظيمات مخصصة لأي عملية معينة.

## المنظمات الموازية
اختارت الجبهة الوطنية لتحرير جنوب فيتنام والجيش الجمهوري الإيرلندي بالإضافة لحركات أخرى أن يكون لهم منظمات سياسية وعسكرية موازية. في حالة الجبهة الوطنية لتحرير جنوب فيتنام، باستثناء الأشخاص الذين يمتلكون ملاذً آمنًا في شمال فيتنام، لا يمكن أن يظهروا للعلن خلال الحرب الفيتنامية. بعد انتهاء الحرب، تولى المسؤولون الناجون من الجبهة الوطنية لتحرير جنوب فيتنام مناصبًا عليا.
في حالة الجيش الجمهوري الإيرلندي، أصبح حزب سين فيين الجناح السياسي للجيش ظاهرًا للعلن بشكل متزايد، وأصبح بعدها مشاركًا كاملًا في الحياة السياسية. يمتلك كل من حماس وحزب الله أشكال مختلفة من الخدمة السياسية/الاجتماعية العلنية وأجنحة عسكرية سرية.
يتجنب الانقسام بين الخدمة السياسية/الاجتماعية العلنية والعسكرية السرية عدم المرونة للتنظيم السرية جدًا. عندما يبدأ العصيان الفعّال ستحد السرية من حرية التصرف وتشوه المعلومات عن الأهداف والمُثل وتُقيد الاتصال داخل العصيان. في مثل تلك التنظيمات المُقسمة، يمكن الإعلان عن القضايا العامة على الملأ بينما تبقى الأعمال العسكرية سرية والوظائف الاستخبارية خفية.

## الدعم الخارجي
تتلقى العديد من الخلايا دعمًا من خارج الخلية. يشمل ذلك القادة والمدربين والمعونات (مثل مساعدة جيدبيرغ للمقاومة الفرنسية) أو ملجأ آمن للعمليات العلنية (مثل المتحدث باسم الجبهة الوطنية لتحرير جنوب فيتنام والذي كان يتحدث من هانوي).
لا يجب أن يكون الدعم الخارجي علنيًا. على سبيل المثال، تتلقى العديد من المجموعات الشيعية في العراق دعمًا من إيران، ولكن هذا لا يُعتبر موقفًا معلنًا من الحكومة الإيرانية ويمكن أن يُعيق فصائل الحكومة. استخدم الدعم المبكر من الولايات المتحدة الأمريكية للتحالف الأفغاني الشمالي ضد طالبان عملاء سريين من وكالة المخابرات المركزية والقوات الخاصة في الجيش الأمريكي. وعندما اشتدت ذروة الصراع أصبح الدعم الأمريكي علنيًا.
يجب ملاحظة أن كلًا من الحرب غير التقليدية (عمليات حرب العصابات) والدفاع الداخلي الأجنبي (مكافحة التمرد) قد تكون سرية وتستخدم التنظيم المتنقل.
في مهمة مكافحة التمرد السرية، يكون قادة الدول المستضيفة مدركين للدعم الأجنبي للتنظيم. في عملية النجمة البيضاء، على سبيل المثال، قدم أفراد أمريكيون مساعدة سرية في مكافحة التمرد لجيش لاوس الملكي عام 1959، وأصبح ذلك علنيًا عام 1961، وأخيرًا انتهت العمليات في عام 1962.